# The Legend of Kyrandia
Legend of Kyrandia je třídílná série her žánru adventure od firmy Westwood Studios.

## Epizody
- The Legend of Kyrandia: Book One (na disketách a CD-ROM, 9 disket pro verzi Amiga)
- The Legend of Kyrandia 2: The Hand of Fate (na disketách a CD-ROM)
- The Legend of Kyrandia 3: Malcolm's Revenge (pouze na discích CD-ROM)

## Produkce
První dva díly vyšly v disketové a v CD verzi, ta obsahovala navíc dabing. Hry vyšly v anglickém, německém a francouzském jazyce. Přístupné jsou také fanouškovské titulky v českém jazyce.

## Děj

### Kniha první
Kniha první začíná příchodem zlověstného šaška Malcolma do Kallakova příbytku na stromě. Mág Kallak zrovna píše dopis kolegyni Brynn, aby připravila Brandona na boj s Malcolmem. Po krátkém rozhovoru Malcolm vrhne po Kallakovi kouzlo, které způsobí, že Kallak zkamení. Malcolm se škodolibou radostí odejde a vzápětí přichází na scénu hlavní hrdina, Kallakův vnuk Brandon. Když se Brandon chystá k odchodu z příbytku najednou oživne strom a promluví si s ním. Řekne mu, že příroda umírá a že za to může porušení přírodní rovnováhy, kterou symbolizuje magický drahokam Kyragem, který nyní ovládá právě Malcolm.
Brandon na své cestě projde několika lesy, navštíví Brynnin chrám, Darmovu chýši, jeskynní komplex nebo hrad. Hlavní hrdina bude muset vyřešit nemálo hádanek a například namíchávat kouzelné elixíry. Na své cestě Brandon musí získat Královské klenoty, neboť je potřebuje na cestě k uzdravení Kyragemu a poražení Malcolma. Brandon je synem samotného krále pohádkové říše, Williama a královny Kateřiny. Právě Malcolm má na svědomí jejich vraždu, takže Brandon získá o důvod víc, proč Malcolma porazit. Na rozdíl od jiných adventur má Brandon jen omezený inventář, což hru činí docela realistickou. Podobně jako ve hrách od Sierra on-line (Space Quest, King's Quest) i v této hře může dojít i ke špatným koncům, v jejichž důsledku hlavní hrdina zemře.

### Kniha druhá
Po událostech z prvního dílu čelí království Kyrandia novému nebezpečí, když jeho části náhle začnou mizet. Mocní mágové, známí jako Mystics, zjišťují proč se to děje. Ti zjistí, že Kyrandia potřebuje jeden z magických kotevních kamenů ze středu světa. Pověřena na jeho získání je Zanthia, mladá alchymistka, která dříve pomáhala Brandonovi. Když se však Zanthia připravuje na cestu portálovým lektvarem, najde svůj domov vypleněný a její vybavení je ukradeno.

### Kniha třetí
Šašek Malcolm byl uvězněn kouzlem jako zkamělá socha a vyhozen na smetiště před hradem. Osvobodí ho však bouře po událostech z druhého dílu. Malcolm tvrdí, že Williama nezabil a bude se bude chtít pomstít, nejprve se však snaží dostat z Kyrandie, aby se vyhnul uvěznění. S pomocí pirátů Malcolm vtrhne zpět do Kyrandie, ti ho však zradí a Brandon s Kallakem ho pošlou na samý okraj světa, kde se dostane do podsvětí.

## Přijetí
Americký časopis Computer Gaming World u Legend of Kyrandia pochválil „krásně nakreslenou“ VGA grafiku a humor. Ačkoli považoval příběh za „stěží originální“, ocenil celkovou kvalitu a dojem z této hry.
| Recenze časopisů                        | Bit | Excalibur | Score | Level |
| --------------------------------------- | --- | --------- | ----- | ----- |
| Legend of Kyrandia: Book One            | 90% | -         | -     | -     |
| Legend of Kyrandia 2: The Hand of Fate  | 85% | 79%       | 68%   | -     |
| Legend of Kyrandia 3: Malcolm's Revenge | -   | 88%       | 80%   | 90%   |